# Herb Bieżunia
Herb Bieżunia – jeden z symboli miasta Bieżuń i gminy Bieżuń.

## Wygląd i symbolika
Herb przedstawia na czerwonej tarczy wieżę barwy białej z czarnymi fugami, z dwoma okienkami czarnymi, umieszczonymi jedno pod drugim. Wieża pokryta jest niebieskim, trójkątnym daszkiem.

## Historia
Prawa miejskie nadał miastu w 1406 książę mazowiecki Siemowit IV. Najstarsze pieczęcie miejskie z XV i XIV wieku nie zachowały się, można się jedynie domyślać, iż przedstawiały samotnie stojącą, o spiczastym dachu wieżę forteczną. Taka właśnie jest na pieczęci z XVII wieku z napisem „SIGILLUM CIVITATIS BIEZUN 1619”, wyciśniętej na dokumencie z 1722. Na wiele dziesięcioleci Bieżuń stracił prawa miejskie, które odzyskał w 1994. 17 sierpnia 2009 Komisja Heraldyczna pozytywnie zaopiniowała wzór herbu przedstawiającego kamienną wieżę koloru białego z niebieskim daszkiem na czerwonym tle.